# Ulrich Stark
Ulrich Stark (* 15. September 1943 in Bremen) ist ein deutscher Regisseur und Drehbuchautor. Sein Hauptwerk sind Fernseh-Krimis.

## Leben
Ulrich Stark studierte zunächst Theaterwissenschaften und Germanistik in Köln und wechselte zur  Hochschule für Fernsehen und Film München. Gleich zu Beginn seiner Laufbahn durfte er für die ursprünglich regionale Sendereihe Sketchup Regie führen. In der Folgezeit entwickelte er sich zum Spezialisten für die abendfüllenden Krimireihen, oft mit komödiantischem Einschlag, wie SOKO 5113, Faust oder Tatort, für die er anfangs auch das Drehbuch schrieb. Für die Folge 1A Landeier aus der Reihe Polizeiruf 110 erhielten Autoren und Hauptdarsteller den Adolf-Grimme-Preis.

## Filmografie (Auswahl)
- 1978–1986: SOKO 5113 (TV-Serie, 55 Folgen)
- 1979: Achtung Kunstdiebe (TV-Serie, acht Folgen)
- 1979: St. Pauli-Landungsbrücken (TV-Serie, eine Folge)
- 1982: Beim Bund (TV-Serie, neun Folgen)
- 1984: Sketchup (TV, drei Folgen)
- 1985: Sterne fallen nicht vom Himmel (TV)
- 1986: Jakob und Adele: Folge: Hunde fallen nicht vom Himmel
- 1988: Herbst in Lugano (TV)
- 1990: Bei mir liegen Sie richtig
- 1990: Voll daneben – Gags mit Diether Krebs
- 1991: Die Männer vom K3: Folge: Auge um Auge
- 1991/1992: Knastmusik
- 1992: Mit List und Krücke (TV-Serie, acht Folgen)
- 1993: Tatort – Flucht nach Miami (TV-Reihe)
- 1993: Tatort – Gefährliche Freundschaft (TV-Reihe)
- 1993–1996: Adelheid und ihre Mörder (TV-Serie, sechs Folgen)
- 1994: Faust 3 Folgen
- 1994: Tatort – Mord in der Akademie (TV-Reihe)
- 1995: Polizeiruf 110: 1A Landeier (TV-Reihe)
- 1995: Polizeiruf 110: Roter Kaviar (TV-Reihe)
- 1995: Tatort – Herz As (TV-Reihe)
- 1995: Schwurgericht (TV-Reihe)
- 1996: Tatort – Parteifreunde (TV-Reihe)
- 1997: Polizeiruf 110: Gänseblümchen (TV-Reihe)
- 1997: Diamanten küßt man nicht (TV)
- 1997: Hilfe, meine Frau heiratet (TV)
- 1997: Simones Entscheidung (TV)
- 1998: Tatort – Voll ins Herz (TV-Reihe)
- 1998: Polizeiruf 110: Mordsmäßig Mallorca (TV-Reihe)
- 1998: Fahrt in die Hölle – Eine gefährliche Liebe (TV)
- 1998: Polizeiruf 110: Spurlos verschwunden (TV-Reihe)
- 1999: Tatort – Mordfieber (TV-Reihe)
- 1999: Tatort – Traumhaus (TV-Reihe)
- 1999: Polizeiruf 110: Kopfgeldjäger (TV-Reihe)
- 2000: Polizeiruf 110: La Paloma (TV-Reihe)
- 2000: Polizeiruf 110: Bruderliebe (TV-Reihe)
- 2001: Polizeiruf 110: Fliegende Holländer (TV-Reihe)
- 2001: Liebesschuld (TV)
- 2002: Um Himmels Willen 4 Folgen
- 2002: Herzen in Fesseln (TV)
- 2002: Die Rosenkrieger (TV)
- 2003: Treibjagd (TV)
- 2004: Das falsche Opfer (TV)
- 2004: Polizeiruf 110: Mein letzter Wille (TV-Reihe)
- 2004: Küss mich, Kanzler! (TV)
- 2005: Liebe auf den zweiten Blick (TV)
- 2006: Pfarrer Braun – Der unsichtbare Beweis (TV)
- 2007: Elvis und der Kommissar 3 Folgen
- 2008: Der russische Geliebte (TV)